# Redistributie
Redistributie is de herverdeling van goederen en welvaart via een centraal gezag. In een patronagesysteem verzamelt een patroon de overschotten in de vorm van tribuut of belasting om deze vervolgens te verdelen onder zijn cliënten in ruil voor eerbetoon, trouw of diensten. Hierdoor worden de cliënten gebonden aan de patroon die daarmee zijn macht uit kan breiden waarmee het systeem uit kon groeien tot politiek systeem van patrimonialisme.
Niet alleen in redistributie-economieën, maar ook in moderne gemengde economieën is nog sprake van redistributie via belastingen die door de staat worden geïnd. Hierbij is het achterliggende motief niet meer binding en macht, maar vaak inkomensnivellering. Redistributie kan verticaal zijn, maar ook horizontaal, intergenerationeel of intragenerationeel.
Met verticale redistributie wordt over het algemeen gepoogd om welvaart van rijk naar arm te redistribueren. Dit gebeurt onder meer met progressieve inkomstenbelasting en subsidie.

Als er niet op inkomen of vermogen wordt geredistribueerd, maar op basis van specifieke behoeften, dan wordt gesproken over horizontale redistributie. Dit kan het geval zijn bij openbare gezondheidszorg. Er kan echter ook gesteld worden dat dit alleen na afloop geldt (ex post) zodra de zieke wordt bijgestaan. Vooraf gezien (ex ante) als nog niet bekend is wie bij zal worden gestaan, is er echter strikt genomen geen sprake van redistributie, maar van een kleine premie om het risico op een eventueel grotere kostenpost af te kopen.

Bij onder meer ouderdomsvoorzieningen is er sprake van intergenerationele redistributie als het pensioen van ouderen opgebracht wordt door een jongere generatie. Als men zelf geld opzij zet, kan worden gesproken over intragenerationele redistributie.